# Far

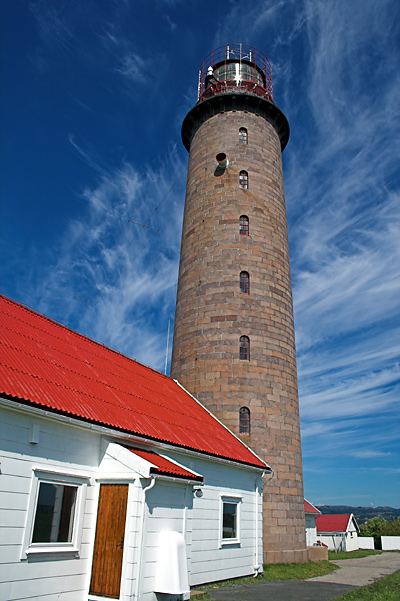
Farul de la Lista, Norvegia.

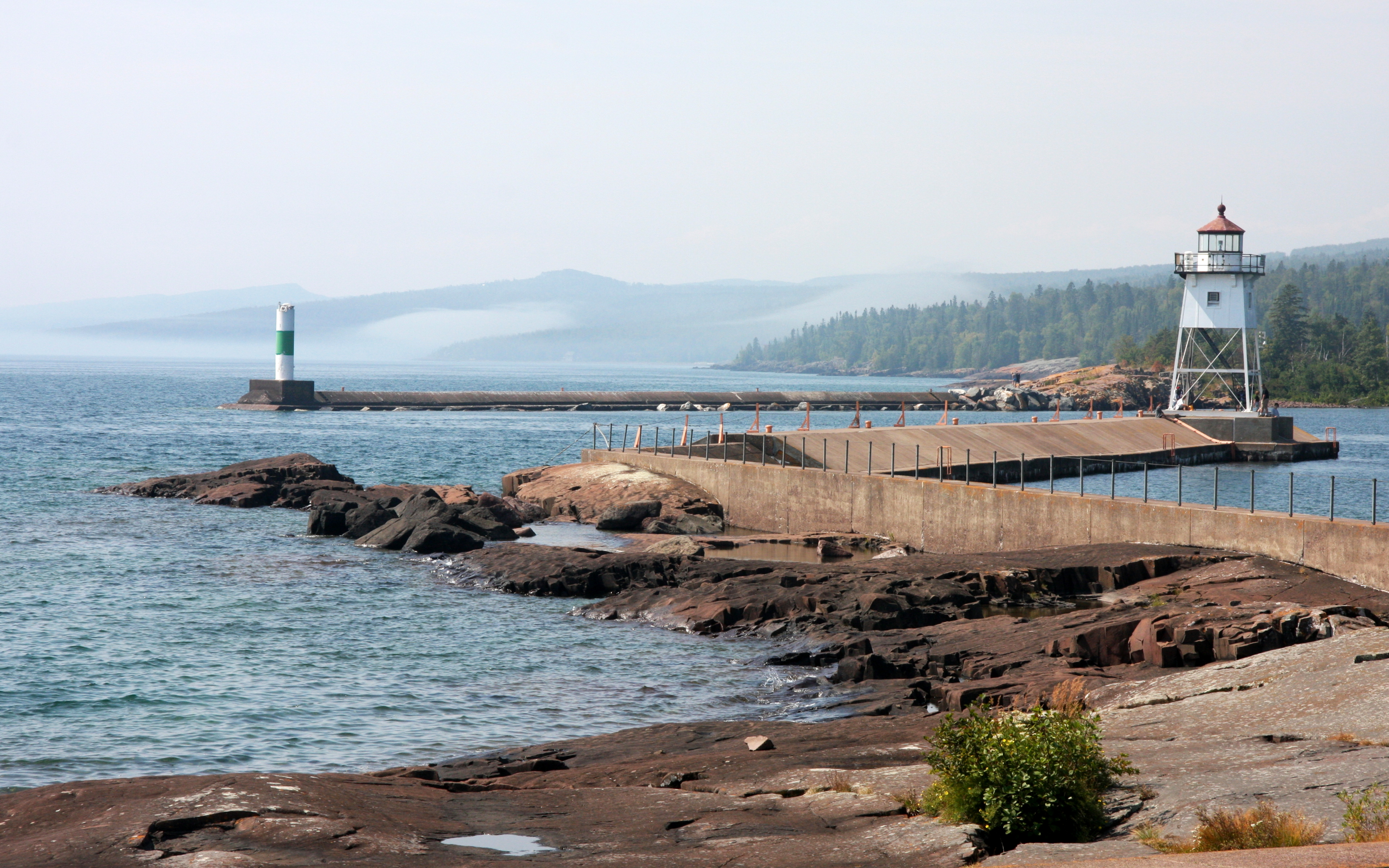
Farul de la Grand-Marais, Minnesota.

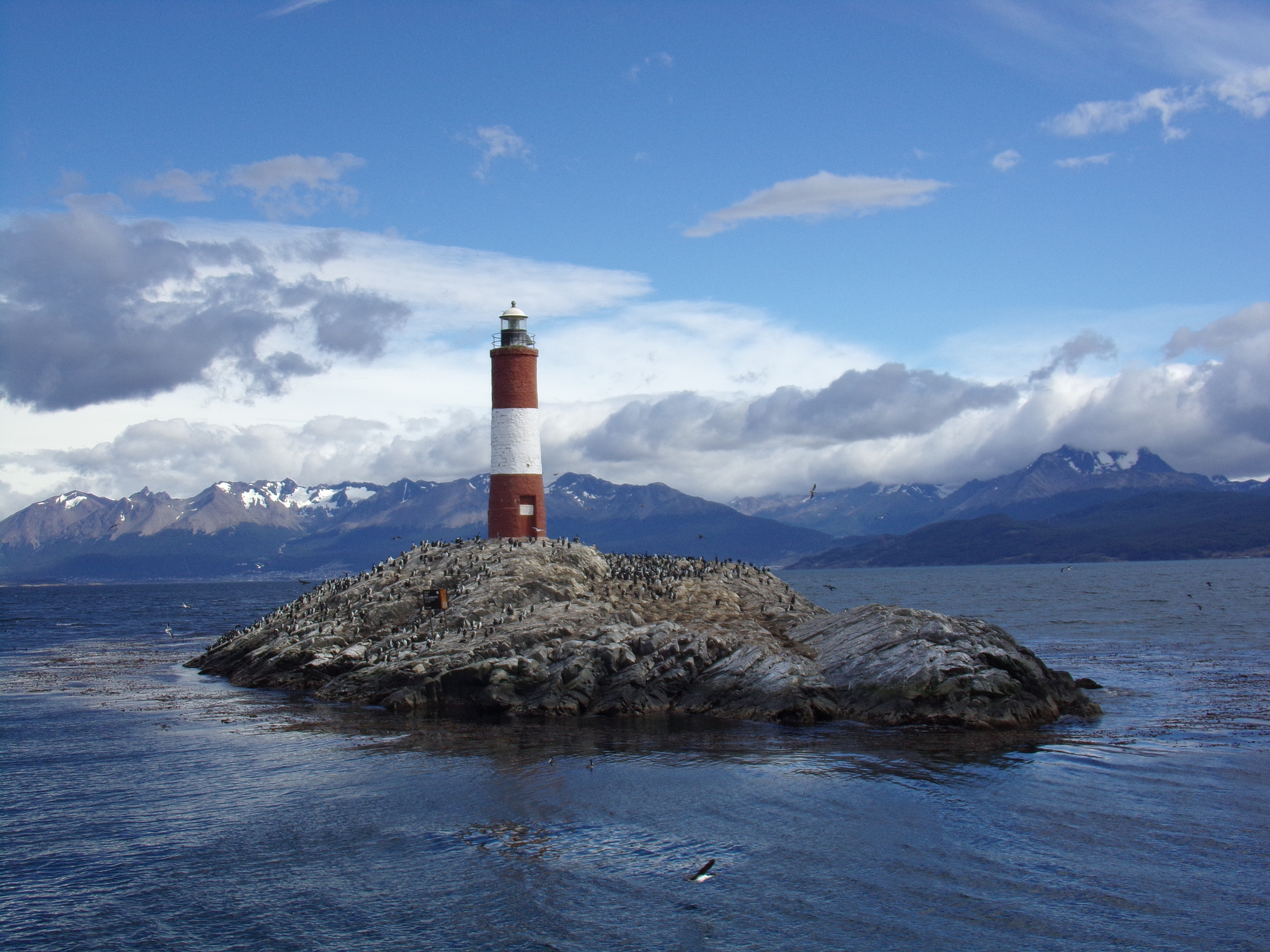
Far de la sfârșitul lumii în Ushuaia, Argentina.

Far se numește un mijloc fix pentru asigurarea navigației.

## Descriere
Farul este o construcție specială în formă de turn, cu aspect și culoare caracteristice, spre a se distinge ușor ziua pe fondul înconjurător. În partea superioară are o instalație care produce o lumină vizibilă în timpul nopții de la o distanță mai mare de 15 mile marine.
Farurile sunt construite în locuri speciale (capuri, insule, stânci, diguri), iar poziția lor determinată cu precizie este reprezentată pe hărțile marine de navigație, constituind astfel „repere de navigație" la care se iau relevmente pentru determinarea punctului navei pe mare.
Elementele caracteristice ale unui far sunt următoarele: 
- denumirea — de obicei, denumirea portului lângă care se află sau a capului pe care este construit;
- poziția — dată în coordonate geografice;
- culoarea și caracteristica luminii;
- distanța de vizibilitate a luminii în mile marine (optică și geografică);
- înălțimea luminii față de nivelul mării;
- înălțimea construcției farului față de bază;
- sectorul de vizibilitate al luminii.

Aceste elemente, absolut necesare navigatorilor pentru identificarea farurilor, sunt trecute în documentul nautic numit „Cartea farurilor".
În funcție de direcția de dirijare a luminii, farurile se împart în:
- normale — care luminează cu aceeași caracteristică și uneori cu aceeași culoare întregul orizont sau numai sectorul de orizont necesar navigației;
- cu sectoare — la care lumina este vizibilă în anumite sectoare ale orizontului, cu culori sau caracteristici diferite;
- direcționale — la care lumina este concentrată într-un sector îngust, având intensitatea maximă pe bisectoare; un astfel de far marchează axa unei pase, a unui canal sau a unui drum recomandat;
- turnante — la care fascicolul de lumină se rotește în jurul farului, măturând succesiv întreg orizontul.

Majoritatea farurilor sunt dotate cu mijloace de producere a semnalelor acustice de ceață, iar la unele sunt instalate și radiofaruri.
Există și faruri plutitoare, denumite și navă-far. Acestea sunt nave amenajate sau de construcție specială, având un arbore-turn cu înălțimea de aproximativ 18 m, în vârful căruia se află instalația de iluminare. Navele far sunt ancorate în anumite puncte reprezentate cu precizie pe hărți și au rolul să marcheze pericolele de navigație, punctele de aterizare pe o pasă sau intrarea în porturi și în același timp să constituie și repere de navigație, cu ajutorul cărora navele să-și poată determina poziția. Toate navele far sunt dotate cu mijloace pentru producerea semnalelor de ceață și cu stații radiogoniometrice, sau radiofaruri, iar unele au la bord și un serviciu de pilotaj.
Majoritatea navelor far sunt autopropulsate, iar în cazul când nu se găsesc la post (sunt deplasate de furtună sau în marș spre port sau post), navele far arborează: 
- ziua — două bule negre (una la prova și una la pupa)
- noaptea — două lumini roșii (în aceeași dispunere).

Numărul farurilor aflate în funcțiune a scăzut în ultima vreme din cauza introducerii sistemelor electronice de navigare la nave.

## Istorie
Cel mai vechi far, ale cărui vestigii au fost regăsite, este Farul din Alexandria, construit în secolul al III-lea î.e.n. în Egipt pe insula Pharos. Era considerat una din cele Șapte minuni ale lumii antice.
În România, se păstrează Farul Genovez din Constanța, construit în jurul anului 1300.